# Niżnia Polana Tomanowa
Niżnia Polana Tomanowa – polana w Dolinie Tomanowej, będącej górnym, wschodnim odgałęzieniem Doliny Kościeliskiej w Tatrach Zachodnich. Niewielka śródleśna polana położona jest na wysokości 1260–1340 m. Dawniej wchodziła w skład Hali Tomanowej i była koszona. Jak na polany tatrzańskie miała dużą wartość użytkową – trawa rośnie na niej dość obficie. Wypasano na obrzeżach polany, na otaczających ją zboczach gór i w lesie. Stanisław Barabasz opisał przypadek, jaki zdarzył się na tej polanie w 1885 r. i którego był świadkiem: [Niedźwiedź] w biały dzień wpadł między pasące się bydło, skoczył na rosłą jałówkę i wbił jej pazury w boki. Juhasi z bacą [...] przybiegli z krzykiem, wywijając ciupagami i płonącymi sajtami, psy rzuciły się ujadając wściekle i wspólnymi siłami odbito szczęśliwie jałówkę.
Prawo do wykarczowania lasu i wypasania na polanie otrzymali górale od króla Zygmunta III Wazy w 1615 r. Pod koniec XIX wieku polanę wykupił hrabia Władysław Zamoyski.
Od 1957 r. po utworzeniu ścisłego rezerwatu przyrody Tomanowa-Smreczyny zniesiono wypas w całej Dolinie Tomanowej. Obecnie w jej rejonie występują niedźwiedzie i jelenie, które jesienią urządzają rykowiska w pobliżu polany. Polana stopniowo zarasta lasem ze szkodą dla walorów widokowych oraz przyrodniczych – roślinność polany, wśród której występują rzadkie gatunki górskie (tojad mocny, goździk okazały, omieg górski, ostrożeń lepki i inne) wypierana jest przez las świerkowy.

## Szlaki turystyczne
– zielony ze schroniska PTTK na Hali Ornak w Dolinie Kościeliskiej do Rozdroża w Tomanowej w górnej części Wyżniej Polany Tomanowej i dalej przez Czerwone Żlebki na Chudą Przełączkę i Ciemniak. Z Niżniej Polany Tomanowej do schroniska ok. 1,8 km (30 min).
- Czas przejścia ze schroniska do rozdroża: 1:30 h, ↓ 1:10 h
- Czas przejścia od rozdroża na Chudą Przełączkę: 1:30 h, ↓ 1 h.

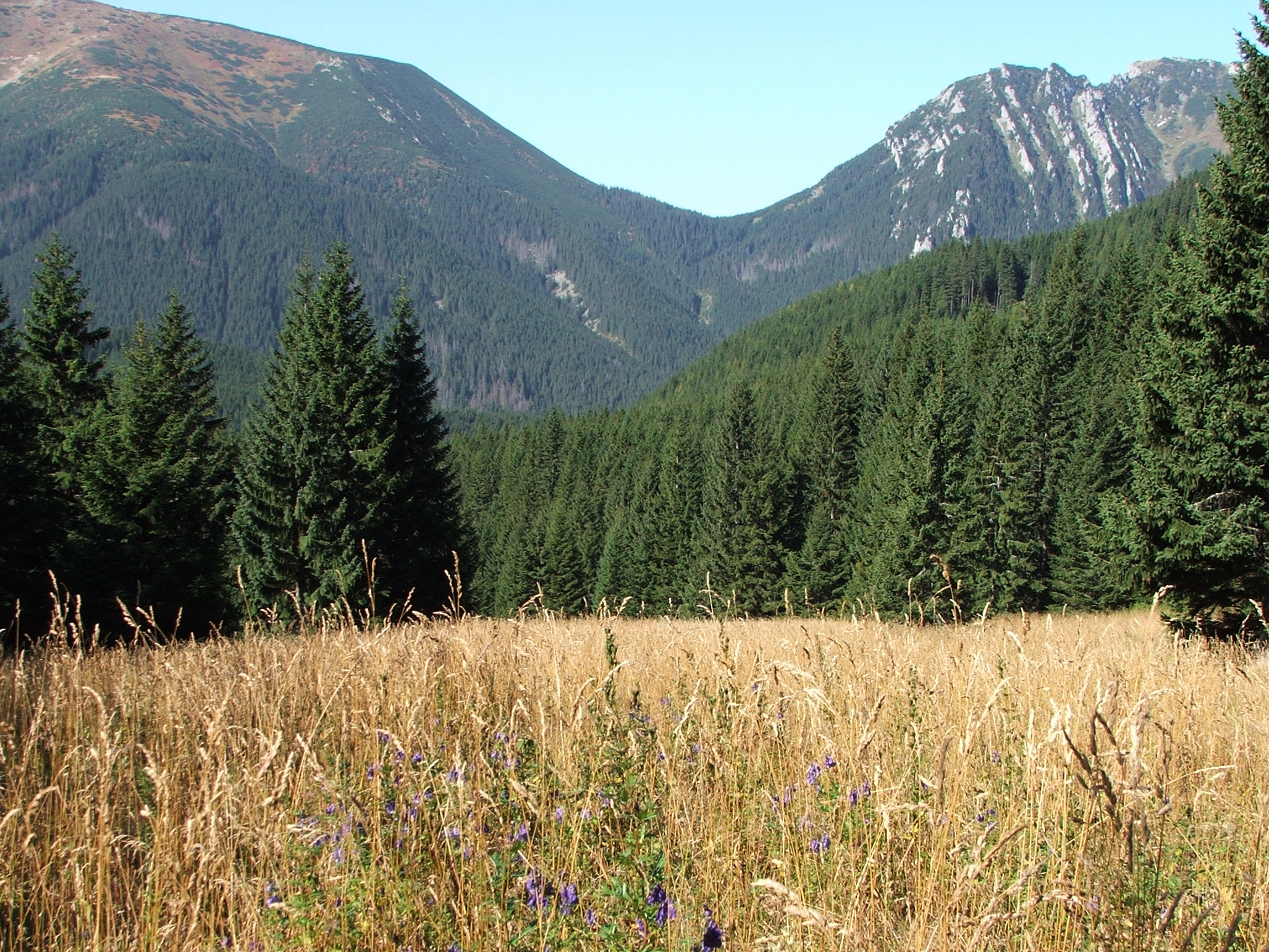
Widok w kierunku zachodnim, w głębi Ornak, Iwaniacka Przełęcz i Kominiarski Wierch
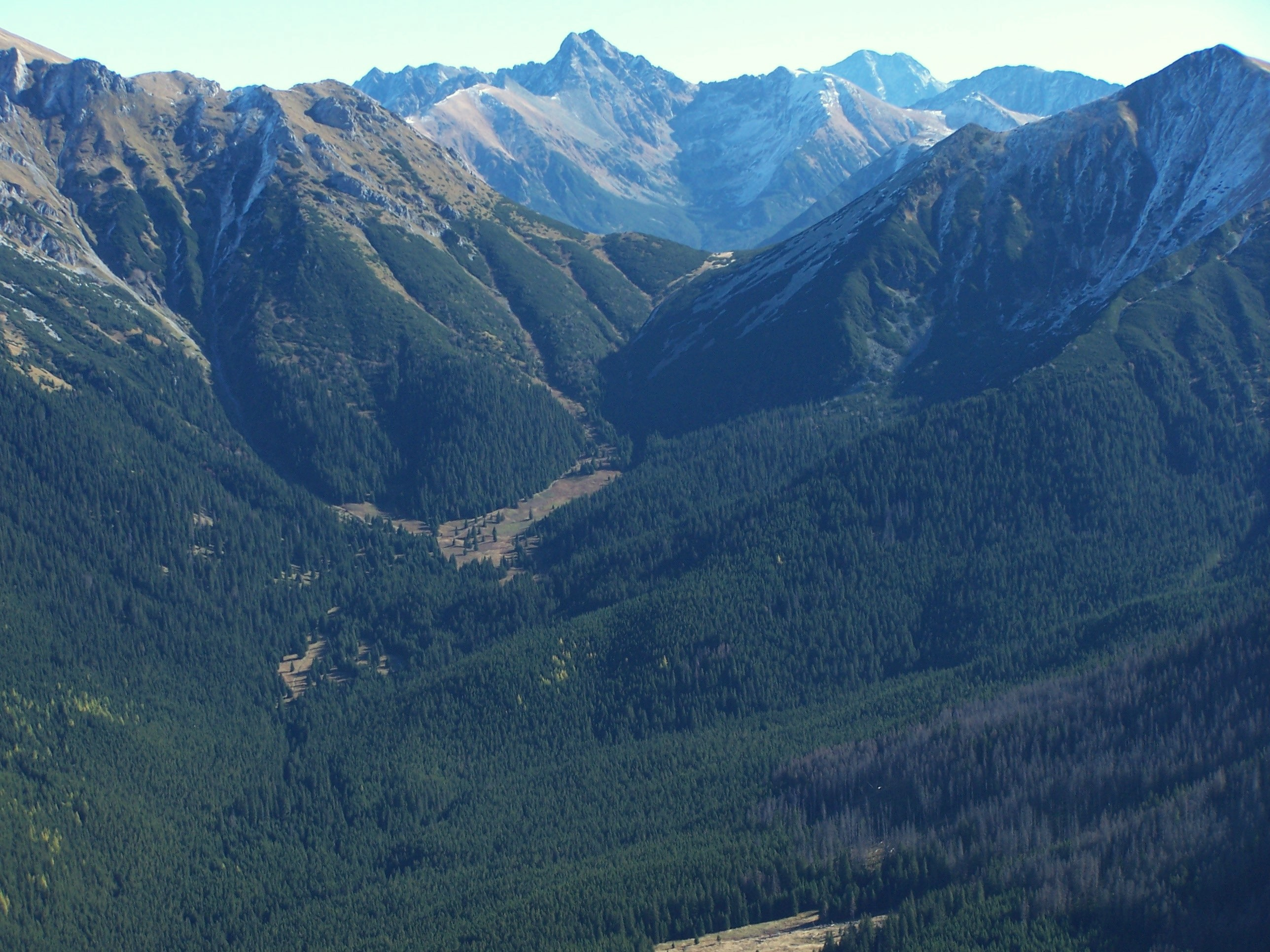
Niznia i Wyżnia Polana Tomanowa